# La Burxa
La Burxa és una publicació mensual en mida tabloide apareguda el març de l'any 1998 a Sants, Barcelona, com a mitjà d'informació alternativa del mateix barri i la seva rodalia, com a tal està censada a l'Associació Catalana de la Premsa Gratuïta.
En els seus inicis La Burxa va aparèixer com un projecte vinculat totalment als centres socials okupats del barri, si bé mai en va ser portaveu oficial, però la seva seu ha estat des de la seva aparició el Centre Social Can Vies. Amb el temps i sobretot a partir de la seva refundació el 2001 va anar ampliant la seva base social, incloent altres moviments socials alternatius, associacions veïnals i culturals d'allò més diverses.
Les temàtiques tractades han anat ampliant-se, passant de cobrir bàsicament les activitats okupes i antifeixistes a incloure també reivindicacions veïnals i laborals, la vida cultural santsenca i posant un especial focus en la transformació urbanística viscuda per aquests barris i la realitat de la creixent població immigrant.
Al llarg dels anys ha anat publicant diversos dossiers temàtics, especialment sobre les protestes antifeixistes que s'organitzaven al barri amb motiu del 12 d'octubre i de la Festa Major de Sants, però també altres com el teixit cooperatiu o Castellers de Sants Arran del procés legal per desallotjar Can Vies, seu de la publicació, el gener del 2008 La Burxa va elaborar un manifest adreçat al món de la comunicació i el periodisme perquè donessin suport a la continuïtat d'ambdós projectes.
La Burxa no compta amb un equip professionalitzat, sinó que totes les tasques, des de la redacció a la distribució, passant per la fotografia, l'edició o la comptabilitat les exerceixen persones voluntàries. La seva font de finançament principal és la publicitat, bàsicament de comerços i entitats locals, però també compta amb una contribució important de les Festes Majors Alternatives de Sants, que li cedeixen una part dels beneficis de les seves activitats.